# Echinochloa esculenta
Espèce
Echinochloa esculenta, le  millet du Japon, est une espèce de plantes monocotylédones de la famille des Poaceae  (graminées), originaire d'Extrême-Orient.
Cette plante herbacée, pouvant atteindre 1,5 m de haut, est cultivée notamment au Japon comme céréale pour l'alimentation humaine ou comme plante fourragère pour l'alimentation animale. Elle peut aussi se comporter comme une mauvaise herbe, en particulier dans les rizières.
Elle a été probablement domestiquée à partir d'Echinochloa crus-galli.

## Synonymes
Selon Catalogue of Life (7 août 2016) :
- Echinochloa crus-galli var. aristata Honda, nom. illeg.,
- Echinochloa crus-galli f. aristata M.Hiroe, nom. illeg.,
- Echinochloa crus-galli var. utilis (Ohwi & Yabuno) Kit.,
- Echinochloa crus-galli subsp. utilis (Ohwi & Yabuno) T.Koyama,
- Echinochloa frumentacea var. atherachne Ohwi,
- Echinochloa frumentacea subsp. utilis' (Ohwi & Yabuno) Tzvelev,
- Echinochloa utilis Ohwi & Yabuno,
- Panicum esculentum A.Braun.